# Ла-Пальма (аэропорт)
Ла-Пальма (исп. Aeropuerto de La Palma) — аэропорт на острове Пальма. Принадлежит организации Aena.
Аэропорт расположен в 8 км южнее Санта-Крус-де-ла-Пальма на границе муниципалитетов Брения-Баха и Вилья-де-Масо.
Первый самолёт приземлился 24 февраля 1970 года, это был Douglas DC-3 ВВС Испании. С апреля того года стали летать регулярные рейсы Fokker F27 на остров Гран-Канария.
Сегодня аэропорт обслуживает и регулярные и сезонные полёты в Европу и на другие острова архипелага. В 2011 году пассажирооборот составил 1067431 человек.